# Cranichis wageneri
Cranichis wageneri är en orkidéart som beskrevs av Heinrich Gustav Reichenbach. Cranichis wageneri ingår i släktet Cranichis, och familjen orkidéer. Inga underarter finns listade i Catalogue of Life.